# 桑原真也
桑原 真也（くわはら しんや）は、日本の漫画家。代表作は『R-16』、『疾風・虹丸組』など。

## 来歴
講談社の漫画賞アフタヌーン四季賞の「1990年・夏」および「1992年・夏」にて佳作を受賞。同賞「1993年・春」にて「YOKO vs」が四季賞を受賞、同賞「1996年・冬」にて「赤い欲情」で再び四季賞を受賞。なお、「YOKO vs」は選集『アフタヌーン四季賞CHRONICLE』にも収録されている。
『疾風・虹丸組』は全6話のドラマ版が製作されたほか、2014年には劇場版映画が公開された。

## 作品リスト
- 0リー打越くん!! - 講談社、アッパーズKC、全6巻[3]。新装版：KCデラックス、上下巻[3]。
- TO-mA - 講談社、アッパーズKC、全4巻[4]。
- R-16（原作：佐木飛朗斗） - 講談社、アッパーズKC → ヤンマガKCスペシャル、全12巻[5]。新装版：ヤンマガKCスペシャル、全12巻[6]。
- ラセンバナ - 少年画報社、ヤングキングコミックス、全3巻[7]。
- 姫剣 - 少年画報社、ヤングキングコミックス、全2巻[8]。
- 疾風・虹丸組 - 少年画報社、ヤングキングコミックス、全10巻[9]。
- 熱風・虹丸組 - 少年画報社、ヤングキングコミックス、全9巻。
- 疾風伝説 特攻の拓 〜After Decade〜 - 講談社、ヤンマガKCスペシャル、全9巻。